# Dubingiai
Dubingiai (ryska: Дубингяй) är en ort i Litauen. Den ligger i den östra delen av landet, 40 km norr om huvudstaden Vilnius. Dubingiai ligger 183 meter över havet och antalet invånare är 239.
Terrängen runt Dubingiai är platt. Runt Dubingiai är det glesbefolkat, med 19 invånare per kvadratkilometer. Närmaste större samhälle är Molėtai, 18,6 km norr om Dubingiai. Omgivningarna runt Dubingiai är en mosaik av jordbruksmark och naturlig växtlighet.